# Herbert Morrison (politicus)
Herbert Stanley Morrison, Baron Morrison van Lambeth (Londen, Engeland, 3 januari 1888 – aldaar, 6 maart 1965) was een Brits politicus van de Labour Party.
Hij was tussen 1935 en 1955 een van de belangrijkste politici van de Labour Party tijdens en na de Tweede Wereldoorlog. Hij was verschillende keren minister in de kabinetten Churchill I en -Attlee, waaronder vicepremier, minister van Buitenlandse Zaken en minister van Binnenlandse Zaken. Hij was daarnaast enkele dagen Partijleider van de Labour Party na het aftreden van Clement Attlee in december 1955. Zijn kleinzoon Peter Mandelson werd later zelf een belangrijk politicus in de kabinetten Blair en -Brown.
- Gemeinsame Normdatei: 11878501X
- International Standard Name Identifier: 0000 0001 1878 0218
- Library of Congress Control Number: no96050228
- National Archives and Records Administration: 21331671
- Nationale Bibliotheek van Tsjechië: skuk0000928
- Nationale Bibliotheek van Israël: 987007286785905171
- Nationale Bibliotheek van Polen: a0000003266526
- Nederlandse Thesaurus van Auteursnamen: 070816727
- LIBRIS: 322033
- SNAC: w69611qw
- Système universitaire de documentation: 081550707
- Trove: 1252399
- Virtual International Authority File: 74908990
- WorldCat: E39PBJgRVWcy3mwFMP7v9fGj4q